# Pierreclos
Pierreclos ist eine französische Gemeinde mit 851 Einwohnern (Stand: 1. Januar 2022) im Département Saône-et-Loire in der Region Bourgogne-Franche-Comté. Sie gehört zum Arrondissement Mâcon und zum Kanton La Chapelle-de-Guinchay (bis 2015: Kanton Tramayes).
Pierreclos ist Mitglied im Gemeindeverband Communauté de communes Saint-Cyr Mère Boitier entre Charolais et Mâconnais.

## Geographie
Pierreclos liegt etwa zehn Kilometer westlich von Mâcon. Umgeben wird Pierreclos von den Nachbargemeinden Sologny im Norden, Milly-Lamartine im Nordosten, Bussières im Osten, Serrières im Süden, Saint-Point im Westen sowie Bourgvilain im Nordwesten.

## Bevölkerungsentwicklung
| Jahr                      | 1962 | 1968 | 1975 | 1982 | 1990 | 1999 | 2006 | 2013 |
| Einwohner                 | 682  | 689  | 715  | 762  | 763  | 812  | 926  | 909  |
| Quelle: Cassini und INSEE |      |      |      |      |      |      |      |      |

## Sehenswürdigkeiten
- Kirche aus dem 18. Jahrhundert
- Château de Pierreclos, seit 1984 Monument historique

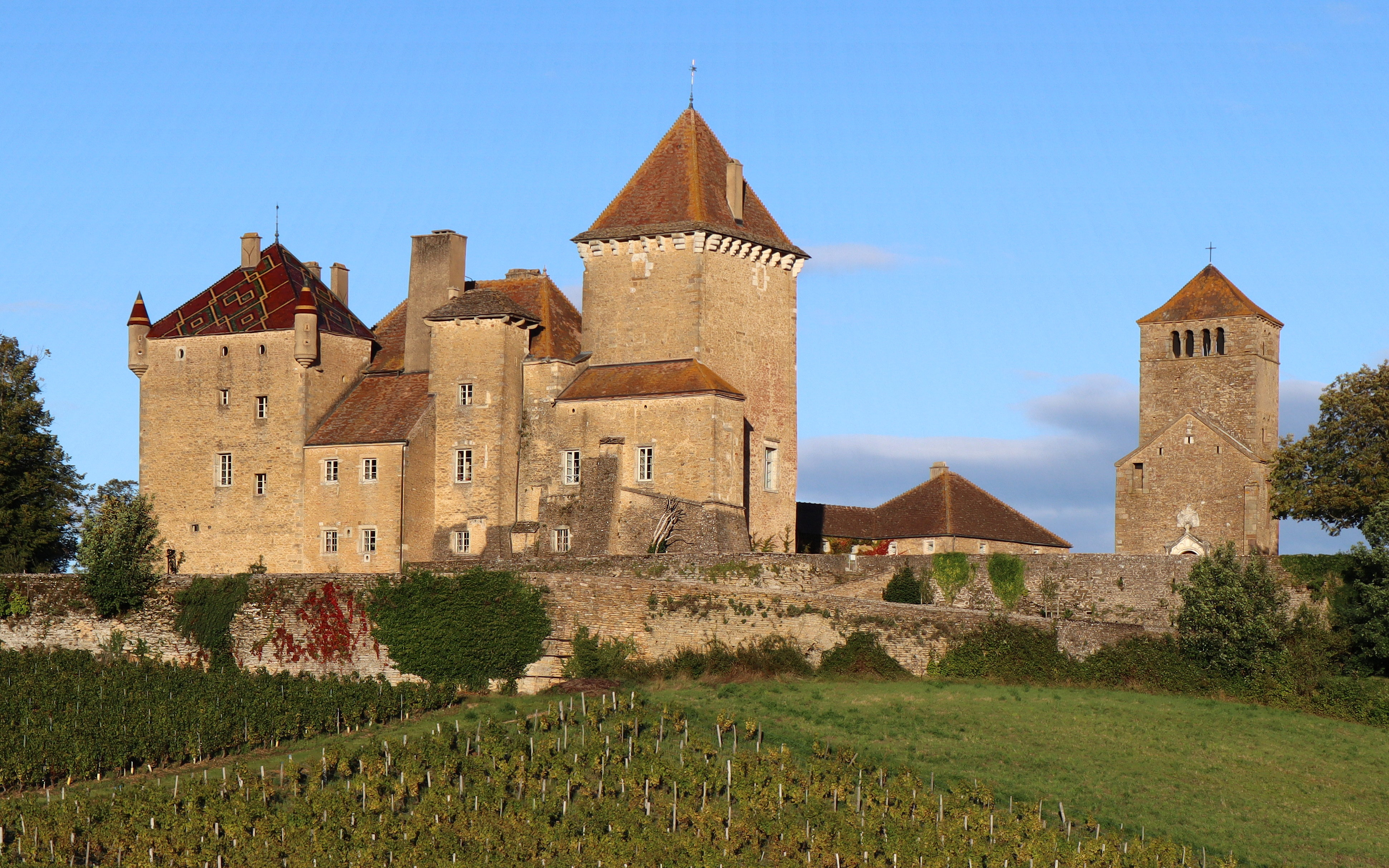
Schloss und Kapelle von Pierreclos

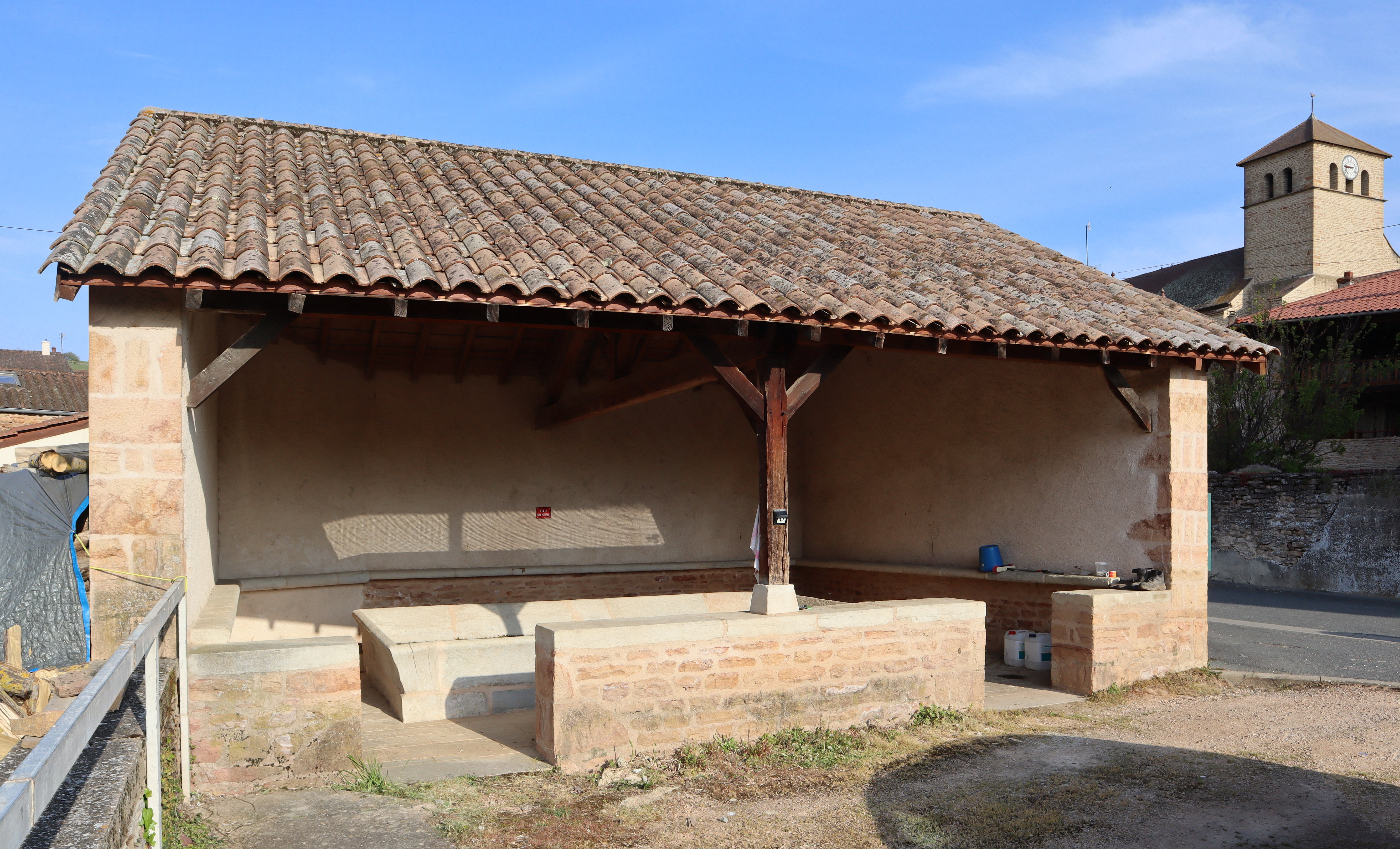
Lavoir de Pierreclos

- Schloss Le Carruge
- Lavoir de Pierreclos